# Kraftwerk
Kraftwerk (v překladu elektrárna) je německá hudební skupina, která významně přispěla k vývoji elektronické hudby. Byla založená v německém Düsseldorfu roku 1969 dvojicí Florian Schneider a Ralf Hütter, ale známější se stala až jako čtveřice spolu s Wolfgangem Flürem a Karlem Bartosem. Současné (2024) složení kapely je následující: Ralf Hütter, Henning Schmitz, Falk Grieffenhagen a Georg Bongartz.
Po prvních třech albech spíše experimentálního rázu Kraftwerk prorazili v USA a v Evropě se svou čtvrtou deskou Autobahn (1974). Do počátku 80. let vydali všechna svá další stěžejní alba Radio-Activity (1975), Trans-Europe Express (1977), a především The Man Machine (1978) a Computer World (1981), na kterých se dopracovali ke svému nezaměnitelnému zvuku a dosáhli tvůrčího vrcholu. Kraftwerk jsou, např. vedle Beatles, považováni za jednu z nejvlivnějších skupin v historii moderní hudby. Melodie, nápady a motivy z hudby Kraftwerk rovněž ve velké míře využívají jiní hudebníci do svých děl (např. Madonna, Coldplay, Rammstein aj.).

## Historie

### Konec 60. let a skupina Organisation
V druhé polovině 60. let se na düsseldorfské konzervatoři potkávají Ralf Hütter a Florian Schneider coby studenti. Jak sám Hütter v jednom z pozdějších interview uvádí, oba byli považováni tak trochu za outsidery, a proto si začali říkat Mister Kling a Mister Klang. Oba projevovali zájem o avantgardní umění a hlavně hudbu, a tak spolu s dalšími třemi hudebníky zakládají svou první skupinu Organisation. Dlouho marně hledají hudebního vydavatele, nakonec se jim však podaří sepsat smlouvu s britskou společností RCA a roku 1969 vydávají své první a zároveň poslední album Tone Float. Poté se skupina rozpadá a na přelomu let 1969/1970 Hütter se Schneiderem zakládají svou skupinu Kraftwerk.

### 1970–1979

#### Kraftwerk, Kraftwerk 2, Ralf und Florian (1970–1973)

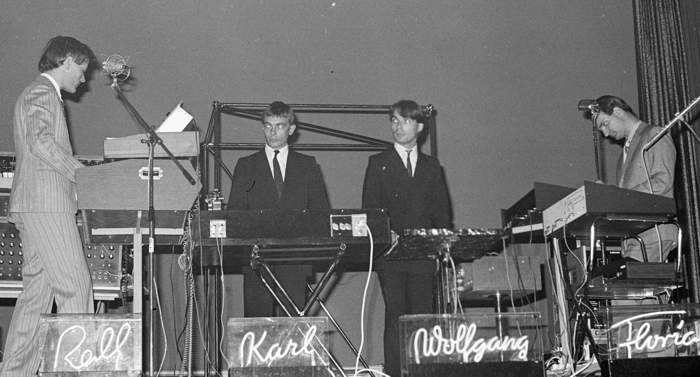
Koncert v Curychu, 1976

Spolu s Hütterem a Schneiderem ve skupině spolupracují kytarista Klaus Dinger a Andreas Hohmann coby hráč na perkuse. V roce 1970 si Hütter se Schneiderem zakládají a vybavují své Kling Klang Studio v Düsseldorfu. Jejich první eponymní album Kraftwerk vychází roku 1970 a pilotní skladba Ruckzuck se stává oficiální znělkou televizního magazínu ZDF "Kennzeichen D". Jedno z prvních vystoupení měli v Kolíně nad Rýnem 12. června 1971. V roce 1971 skupinu opustí Dinger, Hohmann a na nějaký čas dokonce i Ralf Hütter a na jejich místo přichází kytarista Michael Rother a basista Eberhardt Krannemann. Skupinu tedy tvoří trojice Schneider, Rother, Krannemann. V roce 1972 se opět vrací Hütter a skupina vydává album Kraftwerk 2. Ke skupině se na krátký čas připojuje Klaus Roeder, hráč na violu a kytaru. V roce 1973 vychází méně experimentální a více melodičtější album Ralf und Florian. V této době se ke skupině přidal perkusionista Wolfgang Flür a Kraftwerk prodávají svou novou skladbu Autobahn firmě Phonogram za úsměvných 2000 amerických dolarů s pocitem výhodného obchodu. 

#### Autobahn (1974)
Prvního listopadu 1974 skupina vydala první úspěšné album Autobahn. Deska je charakteristická velmi futuristickým zvukem a v době svého vzniku znamenala velký průlom v hudební tvorbě. V titulní skladbě Autobahn ("Dálnice") se ozývají zvuky klapnutí dveří od auta, startování motoru a kolemjedoucích aut, které Ralf Hütter nahrával na magnetofon při jízdě po dálnici ve svém Volkswagenu Brouk. Skladba je typická vzletnými a roztažnými tóny, čímž je hudebními odborníky považována za předchůdkyni hudebního stylu trance. V průběhu koncertní tour k tomuto albu se ke kapele připojil Karl Bartos, který s Wolfgangem Flürem ve skupině setrvali v letech, kdy zaznamenávala svůj největší úspěch. V květnu roku 1975 obsadila skladba Autobahn 4. místo v britské a 5. místo v americké hitparádě.

#### Radio-Activity (1975–1976)
Ihned po skončení úspěšného turné k albu Autobahn roku 1975 se Kraftwerk vydali do svého Kling Klang Studia a ještě téhož roku vydali album Radio-Aktivität (anglicky Radio-Activity). Deska kromě tématu využití radioaktivní energie vzdává hold objevení a využití rádiových vln. Titulní singl Radio-Aktivität se stal následujícího roku ve Francii letním hitem, přičemž jeho prodejnost se dotkla magické sedmimístné cifry. Radio-Activity je bohaté na vokály zkreslené vokodérem a zvuky napodobující rádiový šum, rádiové vlny apod. Silné melodie obsahují skladby Airwaves (Ätherwellen), Antenna (Antenne) či Ohm Sweet Ohm. Roku 1976 následovalo turné po Evropě k podpoře alba. 

#### Trans-Europe Express (1977)
Rok poté Kraftwerk přišli s albem Trans Europa Express (anglicky Trans-Europe Express) obsahující stejnojmenný hit, který se po dlouhou dobu držel v žebříčcích hitparád. Byl k němu natočen i videoklip, ve kterém se skupina nechala zcela zjevně inspirovat filmem Metropolis Fritze Langa z 20. let. Z tohoto alba rovněž pochází hit Schaufensterpuppen (anglicky Showroom Dummies), kde se Kraftwerk poprvé transformují do podoby neživých figurín.

#### The Man-Machine (1978–1979)
Roku 1978 Kraftwerk – pobídnuti úspěchem předešlého alba – vydali další studiovou nahrávku Die Mensch Maschine (anglicky The Man-Machine), která obsahuje hity jako Die Roboter (The Robots), Neonlichts (Neon Lights) nebo ještě známější Das Model (The Model), která o tři roky později zdolává nejvyšší příčku hitparády. Německá rocková skupina Rammstein vydala v roce 1997 cover verzi Das Modell; irská rocková skupina U2 naopak jako B-stranu ke svému singlu Vertigo vytváří svou verzi písně Neon Lights. Album The Man-Machine spolu s albem Computer World představuje naprostý vrchol tvorby skupiny. Navzdory této skutečnosti však Kraftwerk vydání The Man-Machine nepodpořili žádnými koncerty.
| „ | Kraftwerk představují kontinuální proces, rozvíjí koncept živé elektronické hudby. | “ |
| — |                                                                                    |   |

### 1980–1989

#### Computer World (1981–1982)
Další album vyšlo až roku 1981. Neslo název Computerwelt (anglicky Computer World). Pilotní singl tohoto alba Taschenrechner (Pocket Calculator) byl kromě anglické a německé verze vydán také ve verzi francouzské (Mini Calculateur) a japonské (Dentaku), kterou skupina často zařazuje na svých vystoupeních za verzi anglickou. Na koncertech v Itálii Kraftwerk hrají italskou verzi Mini Calcolatore (někdy nazývaná Mini Calcolatore), v Polsku polskou Mini Kalkulator a v Rusku verzi ruskou. Dalšími klasikami se staly skladby Heimcomputer (Home Computer) s nezapomenutelnou basovou linkou či stejnojmenná Computer World, která v roce 1982 vyšla ve zremixovaných tanečních verzích jako singl. Nahrávka rovněž obsahuje singl Computerliebe (Computer Love), jejíž melodii použila skupina Coldplay do své skladby Talk. Jako B-strana k singlu Computer Love vyšla starší skladba The Model, která obsadila první příčku v britské hitparádě. Stala se tak jediným singlem Kraftwerk, která zabodovala na prvním místě.
Po vydání alba Computer World následovala světová koncertní tour, v rámci které Kraftwerk procestovali celou Evropu (včetně zemí východního bloku Maďarska a Polska), USA, Japonsko a Austrálii. Tour byla pojata velmi propracovaně co se techniky týče. Na pódiu za hudebníky byly promítány videoklipy k jednotlivým skladbám (podobně jako je tomu dnes); Kraftwerk navíc používali malá zvuková zařízení, která posílali lidem v hledišti a ti na ně mohli hrát (jako je tomu v oficiálním videoklipu ke skladbě Pocket Calculator). Computer World Tour byla první koncertní tour od roku 1976 a poslední do roku 1990.

#### Techno Pop / Electric Cafe (1983–1987)
V roce 1983 sice skupina připravovala album Techno Pop, avšak frontman kapely Ralf Hütter – nadšený cyklista – měl těžkou nehodu na kole a zůstal dlouhou dobu v kómatu. Skupina měla hotovo velmi málo materiálu, a tak nakonec z připravovaného alba vyšel jen jeden singl pro nadcházející závod Tour de France a rok poté remixy této skladby na samostatném singlu. Jiné prameny však uváděly, že album Techno Pop naopak vydáno bylo, ale pouze v omezené sérii, která byla jen jako promo materiál nabídnuta několika rádiovým stanicím. Faktem však je, že existují demo nahrávky skladeb Techno Pop a Sex Object, které se objevily na několika neoficiálních kompilacích. Dalším důvodem zpoždění měla být, jak bylo později vysvětlováno, změna analogového záznamu na digitální. Proto album vyšlo až roku 1986 pod názvem Electric Cafe. Obsahovalo např. skladbu Music Non Stop, která se stala závěrečnou skladbou na koncertech, při níž jednotliví hudebníci odcházeli po svých sólech. Druhým a posledním singlem z alba Electric Cafe byl Der Telefon Anruf (The Telephone Call), v němž zpívá hlavní vokály Karl Bartos. Oba singly se umístily na prvním místě v taneční hitparádě v USA. Deska Electric Cafe byla na velmi dlouhou dobu posledním novým materiálem, který skupina vydala.
| „                                                                                | Kde je moje kolo!? | “ |
| — Ralf Hütter: první věta po probrání z kómatu způsobeného nehodou na kole, 1983 |                    |   |

### 1990–1999

#### The Mix (1990–1993)
V roce 1987 opustil skupinu Wolfgang Flür a v roce 1990 Karl Bartos, oba dlouholetí členové. Bartos své rozhodnutí zdůvodnil tím, že mu vadilo "hlemýždí tempo, s kterým Ralf a Florian připravovali alba a také to, že se dennodenně oddávali na dlouhé hodiny své cyklistické vášni, aniž by skládali hudbu". Bartos měl de facto pravdu – příprava tehdy posledního alba Electric Café zabrala skupině pět let, přičemž časová perioda mezi následujícími alby se ještě prodlužovala.
Po odchodu Flüra do skupiny přišel zvukový inženýr Fritz Hilpert. V roce 1991 Hütter, Schneider a Hilpert mixují a modernizují staré skladby skupiny, které pak vychází na albu The Mix. Jde tedy o jakési vylepšené výběrové album, nejedná se však o klasické remixy. V této době se na krátkou dobu ve skupině objevil Portugalec Fernando Abrantes. Už po několika koncertech během tour k The Mix se však Abrantes s Kraftwerk rozloučil. Důvodem byla zřejmě vzdálenost mezi jím a zbytkem skupiny, tudíž špatná možnost spolupráce. Další důvod mohl být, že Abrantes zcela nezapadal do „robotické“ image skupiny – na koncertech tancoval, mával lidem a tak podobně. Abrantese můžeme coby robota spatřit ve videoklipu k zmixovanému singlu The Robots z roku 1991. Po něm přichází do kapely Henning Schmitz, s nímž kapela také 30. listopadu 1991 odehrála úspěšný koncert v pražském Paláci kultury a tímto koncertem uzavřeli turné po Evropě k albu The Mix, které zahrnovalo přes 30 zastavení.
Kraftwerk pokračovali v koncertování v menší míře i v letech 1992 a 1993, kdy navštívili Velkou Británii, Benelux, Německo a Rakousko.

#### Turné 1997–1998
Po celá devadesátá léta skupina žádný nový hudební materiál nevydala. Důvodem údajně bylo, že Kraftwerk rozsáhle technicky modernizovali své Kling Klang Studio v Düsseldorfu.
V roce 1996 skupina zprovozňuje své internetové stránky www.kraftwerk.com, ale až roku 1998 se zde objevují strohé informace o aktuální tour apod.
Další aktivita ve skupině se začíná objevovat až roce 1997, kdy vystupují na festivalu Tribal Gathering. Zajímavostí je, že zde Kraftwerk odehráli novou neznámou skladbu a text skladby Computer World byl mírně pozměněn. Kraftwerk poté odehráli dva další koncerty (16. října v rakouském Linci a 18. října v Karlsruhe), kde krom již zmíněné nové skladby zahráli ještě dvě další nové kompozice (jedna z nich je nejspíš volnou inspirací ke skladbě Airwaves z alba Radio-Activity). Tři nové skladby z připravovaného alba skupiny Kraftwerk byly předány za přísného utajení pobočce nahrávací společnosti EMI v Londýně. O přísném utajení svědčí fakt, že v EMI mohli skladby slyšet pouze dva pracovníci. Na začátku roku 1998 Ralf Hütter potvrdil, že v druhé půli roku vyjde nové album a na internetových stránkách firmy Doepfer se na jeden den objevila informace, že Kraftwerk zahájí novou tour. Za čtyřiadvacet hodin však informace zmizela a vedení firmy Doepfer situaci vysvětlilo tím, že si skupina po jednom dni své rozhodnutí rozmyslela. Připravované album z roku 1998 tedy nikdy nespatřilo světlo světa, známé jsou pouze ony tři naživo zahrané skladby.
20. dubna 1998 vychází pod patronací společnosti Concert Classics album, které zachycuje živé vystoupení skupiny Kraftwerk z roku 1975. Jak Ralf Hütter uvedl, jednalo se o oficiální materiál. Zarážejícím faktem však je, že tracklist alba obsahuje chyby, stejně jako grafické řešení obalu, které působí poněkud neprofesionálně a levně.
V červnu 1998 se Kraftwerk vydali na turné po Japonsku, Spojených státech a dvěma zastávkami poctili i Španělsko a Dánsko. V říjnu turné ukončili v Jižní Americe. Červencový washingtonský koncert však byli nuceni zrušit kvůli špatnému počasí, neboť hrozilo, že pódium zasáhnou blesky.
| „ | Nepovažujeme se za muzikanty, ale za multimediální umělce. Vždy jsme krom hudby dělali výtvarné návrhy. Teď máme k dispozici také synchronizované počítače pro optickou projekci. V 80. letech jsme jednu dobu pracovali v newyorském technickém institutu v oboru počítačové grafiky, takže ji teď také využíváme. Máme textovou grafiku a videa. Děláme opravdu spíš něco jako vizuální hudbu. | “ |
| — | |   |

### 2000–2009

#### Expo 2000 (1999–2000)

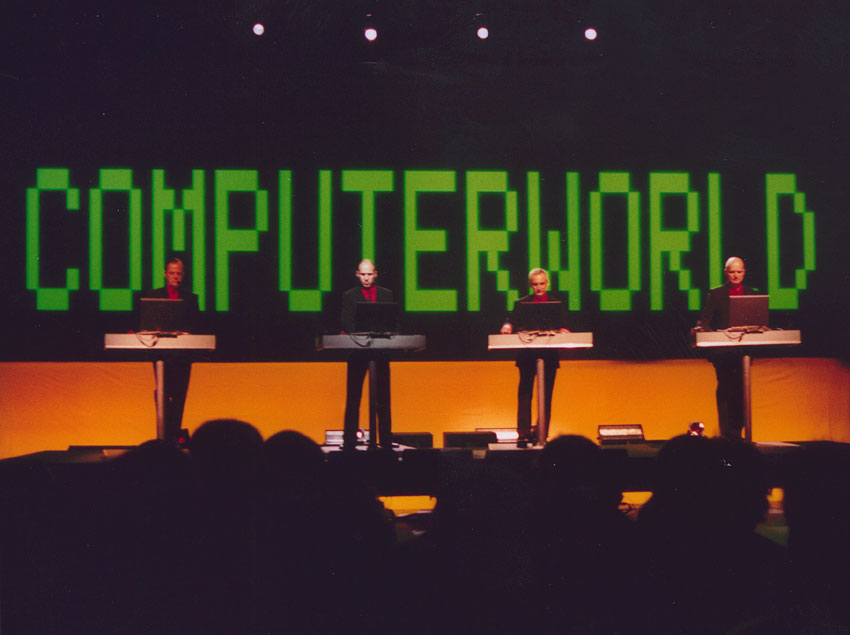
Kraftwerk na koncertě ve Stockholmu v roce 2004 během skladby Computer World.

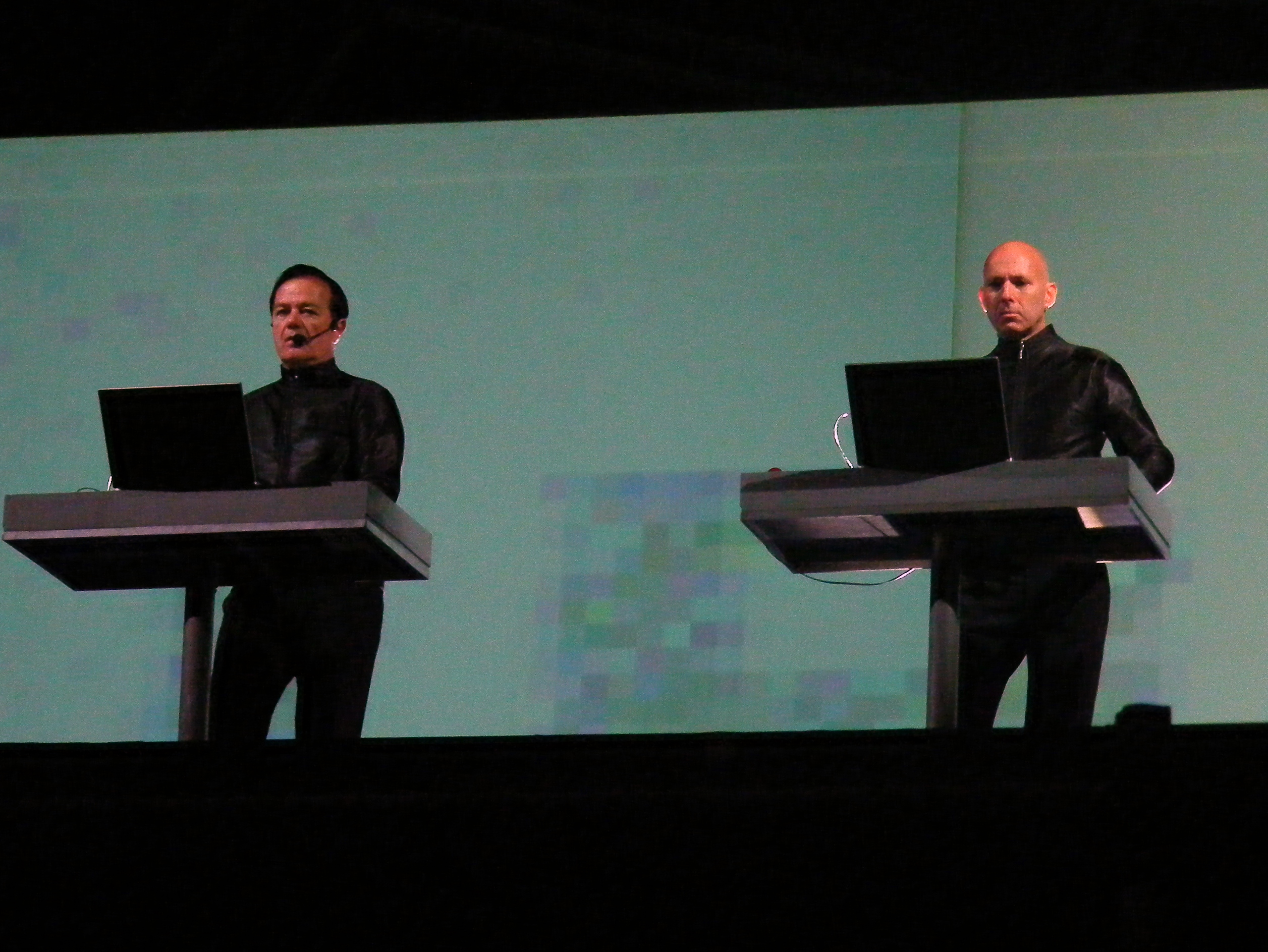
Hütter a Schmitz na akci Bestival 2009, Isle of Wight

Roku 1999 Kraftwerk vydávají třicetisekundovou znělku k nadcházející výstavě Expo 2000. Jedná se o slova "Expo dva tisíce", která jsou pronesena hlasem zdeformovaným přes vocoder v anglickém, německém, francouzském, španělském, ruském a japonském jazyce. Tato událost však vzbudila velký rozruch, neboť skupina za tento půlminutový počin dostala 400 000 DM. Na podzim tedy skupina vydává plnohodnotný singl Expo 2000. Rok nato vychází singl Expo Remix s remixy titulní skladby. 
Později (od roku 2002) však byly na koncertech a následujících oficiálních nahrávkách z této skladby odstraněny všechny slova "Expo 2000" a skladba byla přejmenována na Planet of Visions (německy Planet der Visionen).

#### Tour de France Soundtracks (2003–2006)
V roce 2001 skupina ohlásila, že hodlá vydat nové studiové album ke stému výročí prvního ročníku cyklistického závodu Tour de France, které se uskuteční v roce 2003. Na podzim 2002 Kraftwerk vyrazili na miniturné, které zahrnovalo několik zastávek v západní Evropě a v Japonsku. Na počátku roku 2003 pak pokračovali v koncertování v Austrálii.
V srpnu 2003 skupina zaznamenala poměrně velký úspěch s novým albem Tour de France Soundtracks, se kterým obsadila první příčku v německé hitparádě. Tomuto albu předcházel už v červenci singl Tour de France 2003, ke kterému byl připraven videoklip. V říjnu 2003 vyšla pouze jako promo singl skladba Elektrokardiogramm. Následujícího roku v březnu 2004 vychází další singl Aerodynamik, se kterým skupina udělala strhující vystoupení na předávání cen MTV už v listopadu 2003.
Kraftwerk dokázali, že i 17 let od vydání posledního alba mají světu co říct. Tato deska již samozřejmě v kontextu současné hudební scény nedosahuje takového futuristického zvukového vizionářství jako desky z konce 70. let, ale i tak představuje důležitý článek v hudební historii, neboť využívá rozvláčných kovových tónů a také ústřední téma nejslavnějšího cyklistického závodu a věcí s tím spojených (životospráva sportovců, sportovní soustředění a využití moderních materiálů a technik v oblasti cyklistiky) působí originálně a neotřele. 
Rok 2004 byl ve znamení světové tour, kdy Kraftwerk uskutečnili téměř 70 vystoupení. Kromě celé Evropy koncertovali také v Severní a Jižní Americe a v Japonsku. 22. května 2004 poctili svou návštěvou i Prahu. Kraftwerk téhož roku také poprvé vydali remasterovanou edici svých osmi alb The Catalogue, ale v nákladu pouhých 1000 ks určených jen k propagaci, nikoli k prodeji.
V roce 2005 Kraftwerk vydali dvoudiskové album nesoucí název Minimum-Maximum, záznam z různých koncertů, které proběhly po celém světě v roce 2004. Dostupný je na dvou discích CD, případně i s obrazovým záznamem na dvou DVD nebo SACD.
Kapela pokračovala v turné v menší míře i v roce 2006, kdy do svého setlistu zařadila také skladby Showroom Dummies a Computer Love. Skupina vystoupila na několika festivalech, mimo jiné i na festivalu Summer of Love v Pardubicích. V tomto roce to bylo zároveň naposled, kdy byl v koncertní sestavě zařazen Florian Schneider.
Poslední singl z alba Tour de France Soundtracks vyšel 17. září 2007 a obsahuje dva remixy skladeb Aerodynamik / La Forme, které zremixovala skupina Hot Chip. 

#### The Catalogue (2008–2009)
Roku 2008 se Kraftwerk po jednoleté odmlce opět vydali na turné. V dubnu započali v USA, kde odehráli 4 koncerty. V koncertní sestavě však chyběl Florian Schneider, jeden ze zakladatelů skupiny. Jeho místo zaujal Stefan Pfaffe, technický spolupracovník, který již dříve zajišťoval technickou podporu pro videoprojekci na koncertech Kraftwerk. Z interview, který v září 2008 pro stránky NZherald.co.uk uskutečnil frontman Ralf Hütter, vyplynulo, že Florian Schneider spolupracuje na jiných projektech. Jako důvod jeho absence rovněž uvedl, že Schneider nesnáší přesuny mezi jednotlivými vystoupeními. V listopadu 2008 však bylo oznámeno, že Florian Schneider opustil skupinu natrvalo.
V září Kraftwerk pokračovali několika zastávkami po Evropě, v listopadu v rámci festivalu Global Gathering uskutečnili pět vystoupení v Austrálii a Novém Zélandu a tour ukončili na počátku prosince dvěma koncerty v jihovýchodní Asii. Těsně před koncertem v Melbourne frontman skupiny Ralf Hütter vystoupil na pódium a prohlásil, že jeden z členů skupiny, Fritz Hilpert, prodělal selhání srdce. Hilpert byl převezen do nemocnice, ale brzy se zotavil a již druhý den Kraftwerk odehráli další z koncertů v normální sestavě.
Kraftwerk pokračovali ve větší míře v koncertování i v roce 2009. Tour započala v březnu v Jižní Americe, kde byli Kraftwerk předskokany skupině Radiohead. Další část turné proběhla v Evropě v dubnu až září několika koncerty a mnoha festivalovými vystoupeními.
Části koncertů v německém Wolfsburgu, v britském Manchesteru a v dánském Randers se odehrály za použití 3D videoprojekcí, přičemž divákům byly rozdány speciální 3D brýle vyrobené pro tuto příležitost.
Remasterovaná edice alb skupiny nazvaná Der Katalog (anglická verze The Catalogue) byla vydána 16. listopadu 2009. Předcházelo mu však vydání jednotlivých remasterovaných alb (Autobahn, Radio-Activity, Trans-Europe Express, The Man Machine, Computer World, Electric Cafe – vydané pod název „Techno Pop“ – a Tour de France Soundtracks – vydané pod zkráceným názvem Tour de France), které byly vydány již na začátku října. Katalog byl vydán v následujících formátech: 8× samostatné CD, Box set 8 CD, 8× vinyl LP, digitální download. The Catalogue byl vydán již roku 2004, ale jen v promo verzi v nákladu 1000 kopií. První tři nekomerční alba z let 1971 až 1973 (Kraftwerk, Kraftwerk 2 a Ralf und Florian) vydány nebyly, ačkoli Hütter v jednom z interview uvedl, že by měly být vydány později v jiné remasterované řadě, což se prozatím (2025) nestalo.
Ralf Hütter v rozhovorech poskytnutých během turné 2009 pro média několikrát uvedl, že skupina již brzy vydá nové album. Album by podle Hütterových slov mělo být dokončeno v zimě 2009/2010. Tuto skutečnost znovu Hütter potvrdil v říjnu 2009 v rozhovoru pro portál BillBoard.com, kdy však dodal, že příprava alba je stále ve velmi rané fázi. Album však doposud (2025) nebylo vydáno.

### 2010–2019

#### 3-D a retrospektivní koncerty (2011–2017)
V březnu 2011 skupina ve spolupráci s americkým zvukovým technikem Normanem Fairbanksem vydala aplikaci Kling Klang Machine určenou pro iPady, iPody a iPhone, která na základě časových pásem a aktuálního času generuje hudbu. Aplikace se dočkala aktualizace v dubnu 2012, kdy byla vylepšena o generátor bicích, avšak od té doby již k žádnému update nedošlo.
Od podzimu 2011 Kraftwerk začali ve velké míře koncertovat. V říjnu a listopadu 2011 proběhla v Mnichově výstava 3D-Video-Installation, kde byly prezentovány 3D video animace, které Kraftwerk začali používat na svých koncertech. K příležitosti mnichovské výstavy byla vydána i kniha s názvem "Kraftwerk: 3D" s použitím 3D grafiky.
Ve dnech 10. až 17. dubna 2012 skupina poprvé představila nový typ koncertních vystoupení: zahrála osm 3D koncertů v New Yorku v Muzeu moderního umění (MoMA). Na každém z koncertů Kraftwerk zahráli všechny skladby z alba, kterému byl daný koncert věnován. Současně s koncerty až do 14. května rovněž v galerii MoMA PS1 probíhala výstava Retrospective 1 2 3 4 5 6 7 8 mapující dosavadních 40 let tvorby skupiny. Podobné "retrospektivní" koncerty proběhly roku 2013 také v Düsseldorfu (kde poprvé představili také 3D zvuk; Stefana Pfaffe nahradil Falk Grieffenhagen, technik zajišťující vizuální projekce na koncertech), ve známé londýnské Tate Modern, v Tokiu a v Opera House v Sydney. V roce 2014 se retrospektiv dočkaly Los Angeles, Vídeň a Paříž, roku 2015 pouze evropská města Berlín, Amsterdam a Kodaň, v následujícím roce 2016 pak Oslo a španělské Bilbao (známé Museo Guggenheim) a roku 2017, kdy byla osmice retrospektivních koncertů představena naposledy v belgických Antverpách a v italském Turíně.
V neděli 26. ledna 2014 si Ralf Hütter převzal ocenění Grammy za celoživotní práci skupiny Kraftwerk (spolu např. s Beatles). Následujícího roku album Autobahn z roku 1974 vstoupilo do Síně slávy Grammy.
V roce 2014 Kraftwerk koncertovali poprvé taky na Slovensku v rámci Bažant Pohoda Festivalu v Trenčíně a v prosinci 2015 vystoupili po dlouhých 11 letech opět v Praze, ve Foru Karlín. Prozatím naposledy koncertovali Kraftwerk v Praze v červnu 2019 na Metronome Festivalu.

#### 3-D The Catalogue (2017)
V květnu 2017 vyšel záznam retrospektivních koncertů Kraftwerk z let 2012-2016 pod názvem The Catalogue 3-D (v německé verzi Der Katalog 3-D) v několika formátech (BluRay, AUDIO-DVD, CD, LP vinyl, download).
Kraftwerk pokračovali v koncertování i v letech 2018 a 2019. V červenci 2018 se na koncertu v německém Stuttgartu během skladby Spacelab spojili s astronautem Alexanderem Gerstem na palubě Mezinárodní vesmírné stanice ISS, který na svém tabletu zahrál duet spolu s Ralfem Hütterem.

### 2020–dosud

#### Remixes (2020–2022)
21. dubna 2020 zemřel po krátkém boji s rakovinou zakládající člen skupiny Florian Schneider. Od roku 2008 však již s Kraftwerk nespolupracoval.
V prosinci 2020 vydalo EMI digitální kompilaci Remixes, na které se objevily remixy skladeb ze singlů The Robots a Radioactivity (1991), Expo (1999-2000), Tour de France a Aerodynamik (2003, 2004 a 2007). Kompilace byla obohacena o dosud nevydaný remix Non Stop, který vznikl v roce 1993 jako znělka k pořadu Music Non Stop stanice MTV, stejně jako o nový remix skladby Home Computer, nazvaný "2021 Single Edit". Remixy byly vydány původně jen jako digitální download a roku 2022 se dočkaly i fyzického vydání na CD a vinylu. Jako obal byla využita grafika ze singlu Expo Remixes z roku 2000.
V říjnu 2021 Kraftwerk vstoupili do Rockenrollové síně slávy. Realizaci koncertů z let 2020 a 2021 překazila pandemie covidu-19, takže Kraftwerk pokračovali v koncertování až v roce 2022, kdy se skupinou naposledy vystoupil Fritz Hilpert. Koncerty v roce 2022 byly také poslední za použití koncertních 3-D projekcí. Skončilo tak období 3-D koncertů, které začalo v dubnu 2009 ve Wolfsburgu, případně v plné míře v říjnu 2011 v Mnichově.

#### Multimedia Tour, videomapping a Autobahn 50th Anniversary Dolby Atmos Mix (od 2023)
V roce 2023 se Kraftwerk při koncertování vrátili k 2-D projekcím. Fritze Hilperta nahradil hudebník Falk Grieffenhagen, který do té doby na koncertech zastával funkci video operátora, a tuto funkci nyní převzal Georg Bongartz. V srpnu 2023 pak Kraftwerk předvedli show využívající videomapping na budovu zámku v německém Karlsruhe. Podobné show pak následovaly v roce 2024 ve Vídni na budovu zámku Schönbrunn a v Drážďanech na budovu Semperovy opery. Na konci července 2024 Kraftwerk překvapili publikum na japonském festivalu Fuji Rock, kdy poprvé ve své kariéře zahráli cizí skladbu. Jednalo se o cover verzi skladby Merry Christmas Mr. Lawrence od zesnulého hudebníka skupiny Yellow Magic Orchestra Rjúiči Sakamota, který byl přítelem Ralfa Hüttera.
Kraftwerk koncertně vystupují také v roce 2025, kdy bylo album Autobahn vydáno ve speciálním Dolby Atmos mixu k příležitosti 50. výročí jeho vzniku. Zároveň v březnu a dubnu Kraftwerk odehráli turné Multimedia Tour s 32 zastaveními v USA a Kanadě. V létě následovalo několik festivalových vystoupení po Evropě a v listopadu a prosinci se Multimedia Tour přesune do měst převážně Německa a střední Evropy.

## Členové
Současná sestava
- Ralf Hütter (od 1970) — zpěv (hlavní), syntezátory; v začátcích skupiny basová kytara a bicí
- Henning Schmitz (od 1991) — syntezátory, klávesy
- Falk Grieffenhagen (od 2013) — syntezátory, klávesy, dříve vizuální projekce na koncertech a jejich tvorba
- Georg Bongartz (od 2023) — vizuální projekce na koncertech

Bývalí hlavní členové
- Fritz Hilpert (1987–2022) — syntezátory, webmaster oficiálních stránek skupiny
- Stefan Pfaffe (2008–2012) — vizuální projekce na koncertech
- Florian Schneider-Esleben (1970–2008) — zpěv (doprovodný), syntezátory; v začátcích skupiny housle
- Karl Bartos (1975–1991) — elektronické bicí
- Wolfgang Flür (1973–1987) — elektronické bicí

Externí pracovník
- Emil Schult (od 1973) — textař, grafik tvořící obaly CD a singlů, fotograf skupiny

Bývalí vedlejší členové
- Fernando Abrantes (1991) — elektronické bicí
- Klaus Röder (1974) — kytara, elektrické housle
- Plato Kostic — basová kytara
- Peter Schmidt — bicí
- Michael Rother (cca 1972) — kytara
- Houschäng Néjadepour — kytara
- Klaus Dinger (1970–1971) — bicí
- Charly Weiss — bicí
- Andreas Hohmann (cca 1970) — bicí
- Eberhard Kranemann — basová kytara

## Zajímavosti
- Kraftwerk svou tvorbou ovlivnili celou řadu světoznámých umělců, mezi něž patří Depeche Mode, OMD (Orchestral Manoeuvres in the Dark), Human League, Gary Numan a mnoho dalších.
- Na obalu alba Computer World je zobrazen počítač CASIO. Traduje se, že byla vyrobena limitovaná edice těchto počítačů, na jejichž monitorech se po stisknutí určité kombinace kláves zobrazil nápis „KRAFTWERK“. Firma CASIO také vyrobila kalkulátor s ozvučenými tlačítky. Když byla stisknuta určitá tlačítka v určitém pořadí, bylo možno zahrát melodie několika skladeb skupiny Kraftwerk.
- Roku 1973 skupina vydala singl Kohoutek-Kometenmelodie. Nejenže je tato verze odlišná od obou verzí na albu Autobahn, ale je navíc pojmenována po českém astronomovi Luboši Kohoutkovi, který v březnu 1973 objevil kometu C/1973 E1, která nese jeho jméno.
- Oblíbená skupina hudebního skladatele Hanse Zimmera.

## Diskografie

### Alba
| Rok  | Album (anglicky)           | Album (německy)            | UK (GB) | USA (US) | GER (DE) |
| ---- | -------------------------- | -------------------------- | ------- | -------- | -------- |
| 1971 | Kraftwerk                  | Kraftwerk                  | N/A     | N/A      | 30.      |
| 1972 | Kraftwerk 2                | Kraftwerk 2                | N/A     | N/A      | 36.      |
| 1973 | Ralf and Florian           | Ralf und Florian           | N/A     | N/A      | N/A      |
| 1974 | Autobahn                   | Autobahn                   | 4.      | 5.       | 7.       |
| 1975 | Radio-Activity             | Radioaktivität             | -       | -        | 22.      |
| 1977 | Trans-Europe Express       | Trans Europa Express       | 49.     | -        | 32.      |
| 1978 | The Man Machine            | Die Mensch Maschine        | 9.      | -        | 12.      |
| 1981 | Computer World             | Computerwelt               | 15.     | -        | 7.       |
| 1986 | Electric Cafe              | Electric Cafe              | 58.     | 156.     | 23.      |
| 1991 | The Mix                    | The Mix                    | 15.     | -        | -        |
| 2003 | Tour de France Soundtracks | Tour de France Soundtracks | 21.     | -        | 1.       |
| 2004 | The Catalogue              | Der Katalog                | promo   | promo    | promo    |
| 2005 | Minimum-Maximum            | Minimum-Maximum            | 29.     | -        | 26.      |
| 2009 | The Catalogue              | Der Katalog                | -       | -        | 34.      |
| 2017 | 3-D The Catalogue          | 3-D Der Katalog            | -       | -        | 27.      |

### Singly
| Rok  | Název                                        | Pozice v žebříčku | Pozice v žebříčku | Pozice v žebříčku | Pozice v žebříčku | Pozice v žebříčku  | Pozice v žebříčku     | Pozice v žebříčku      | Pozice v žebříčku | Pozice v žebříčku | Pozice v žebříčku | Pozice v žebříčku | Pozice v žebříčku | Pozice v žebříčku | Pozice v žebříčku | Album                      |
| Rok  | Název                                        | GER (DE)          | AUS               | UK                | CAN               | U.S. Hot 100 (USA) | U.S. Dance Play (USA) | U.S. Dance Sales (USA) | FR                | ESP               | NET               | CH                | DEN               | FIN               | SWE               | Album                      |
| ---- | -------------------------------------------- | ----------------- | ----------------- | ----------------- | ----------------- | ------------------ | --------------------- | ---------------------- | ----------------- | ----------------- | ----------------- | ----------------- | ----------------- | ----------------- | ----------------- | -------------------------- |
| 1973 | "Kohoutek-Kometenmelodie"                    | -                 | -                 | -                 | -                 | -                  | -                     | -                      | -                 | -                 | -                 | -                 | -                 | -                 | -                 | (bez alba)                 |
| 1974 | "Kometenmelodie 2"                           | -                 | -                 | -                 | -                 | -                  | -                     | -                      | -                 | -                 | -                 | -                 | -                 | -                 | -                 | Autobahn                   |
| 1975 | "Autobahn"                                   | 9                 | -                 | 11                | 12                | 25                 | -                     | -                      | -                 | -                 | -                 | -                 | -                 | -                 | -                 | Autobahn                   |
| 1976 | "Radioaktivität" / "Antenna"                 | -                 | -                 | -                 | -                 | -                  | -                     | -                      | -                 | -                 | -                 | -                 | -                 | -                 | -                 | Radioaktivität             |
| 1977 | "Trans Europa Express"                       | -                 | -                 | -                 | -                 | 67                 | -                     | -                      | -                 | -                 | -                 | -                 | -                 | -                 | 15                | Trans Europa Express       |
| 1977 | "Schaufensterpuppen"                         | -                 | -                 | -                 | -                 | -                  | -                     | -                      | -                 | -                 | -                 | -                 | -                 | -                 | -                 | Trans Europa Express       |
| 1978 | "Die Roboter"                                | 18                | 23                | -                 | -                 | 20                 | -                     | -                      | -                 | -                 | -                 | -                 | -                 | -                 | -                 | Die Mensch Maschine        |
| 1978 | "Das Model"                                  | -                 | -                 | -                 | -                 | -                  | -                     | -                      | -                 | -                 | -                 | -                 | -                 | -                 | -                 | Die Mensch Maschine        |
| 1979 | "Neonlicht"                                  | -                 | -                 | 53                | -                 | -                  | -                     | -                      | -                 | -                 | -                 | -                 | -                 | -                 | -                 | Die Mensch Maschine        |
| 1981 | "Taschenrechner"                             | 63                | -                 | 39                | -                 | -                  | -                     | -                      | -                 | -                 | -                 | -                 | -                 | -                 | -                 | Computerwelt               |
| 1981 | "Computerliebe" / "Das Modell" (znovuvydání) | 7                 | -                 | 1                 | -                 | -                  | -                     | -                      | -                 | -                 | -                 | -                 | -                 | -                 | -                 | Computerwelt               |
| 1982 | "Computerwelt (Special Mix)"                 | -                 | N/A               | N/A               | N/A               | N/A                | N/A                   | N/A                    | N/A               | N/A               | N/A               | N/A               | N/A               | N/A               | N/A               | Computerwelt               |
| 1982 | "Schaufensterpuppen (Remix)"                 | -                 | -                 | 25                | -                 | -                  | -                     | -                      | -                 | -                 | -                 | -                 | -                 | -                 | -                 | Trans Europa Express       |
| 1983 | "Tour de France"                             | 47                | -                 | 22                | -                 | -                  | 4                     | -                      | -                 | -                 | -                 | -                 | -                 | -                 | 6                 | (bez alba)                 |
| 1984 | "Tour de France (Remix)"                     | -                 | -                 | 24                | -                 | -                  | -                     | -                      | -                 | -                 | -                 | -                 | -                 | -                 | -                 | (bez alba)                 |
| 1986 | "Musique Non-Stop"                           | 13                | -                 | 82                | -                 | -                  | 1                     | 6                      | -                 | -                 | -                 | -                 | -                 | -                 | -                 | Electric Café              |
| 1987 | "Der Telefon Anruf"                          | -                 | -                 | 89                | -                 | -                  | 1                     | 18                     | -                 | -                 | -                 | -                 | -                 | -                 | -                 | Electric Café              |
| 1991 | "Die Roboter"                                | -                 | -                 | 20                | -                 | -                  | 42                    | 42                     | -                 | -                 | -                 | -                 | -                 | -                 | -                 | The Mix                    |
| 1991 | "Radioaktivität"                             | -                 | -                 | 43                | -                 | -                  | 21                    | -                      | -                 | -                 | -                 | -                 | -                 | -                 | -                 | The Mix                    |
| 1999 | "Tour de France" (znovuvydání)               | -                 | -                 | 61                | -                 | -                  | -                     | -                      | -                 | -                 | -                 | -                 | -                 | -                 | -                 | (bez alba)                 |
| 1999 | "Expo 2000"                                  | 35                | -                 | 27                | -                 | -                  | -                     | -                      | -                 | -                 | 95                | 95                | -                 | -                 | 36                | (bez alba)                 |
| 2000 | "Expo Remix"                                 | -                 | -                 | -                 | -                 | -                  | -                     | -                      | -                 | -                 | -                 | -                 | -                 | -                 | -                 | (bez alba)                 |
| 2003 | "Tour de France 2003"                        | 50                | -                 | 20                | -                 | -                  | -                     | 13                     | -                 | -                 | -                 | -                 | 9                 | 18                | 21                | Tour de France Soundtracks |
| 2003 | "Elektro Kardiogramm" – pouze v promo-verzi  | -                 | -                 | -                 | -                 | -                  | -                     | -                      | -                 | -                 | -                 | -                 | -                 | -                 | -                 | Tour de France Soundtracks |
| 2004 | "Aerodynamik"                                | 80                | -                 | 33                | -                 | -                  | 20                    | 4                      | 95                | -                 | -                 | -                 | -                 | -                 | 56                | Tour de France Soundtracks |
| 2007 | "Aerodynamik / La Forme (Remix)"             | 79                | -                 | -                 | -                 | 78                 | -                     | 4                      | -                 | 2                 | -                 | -                 | 13                | -                 | -                 | Tour de France Soundtracks |

Vysvětlivky:

"-" = Neumístil se v žebříčku

"N/A" = v oné konkrétní zemi nevydáno

"1" = první místo v žebříčku zobrazeno tučně.

### DVD
| Rok  | Video             | Původní formát | Žánr                                              |
| ---- | ----------------- | -------------- | ------------------------------------------------- |
| 2005 | Minimum-Maximum   | DVD / SVCD     | Záznam koncertu (Tour de France Soundtracks Tour) |
| 2017 | 3-D The Catalogue | BluRay / DVD   | Záznam koncertů 2012-2016 ve 3D                   |

### Knihy
V roce 2011 byla vydána první oficiální kniha Kraftwerk. Již v roce 2005 skupina vydala 88stránkovou knihu s informacemi o turné 2002 až 2005, avšak ta byla součástí luxusní edice alba Minimum-Maximum nazvané Notebook.
- 2011 – Kraftwerk: 3D
- 2013 – Kraftwerk-Roboter

### Videoklipy
Některé z videoklipů je možno zhlédnout na oficiálních stránkách skupiny. Kraftwerk nikdy své videoklipy nevydali oficiální cestou, a proto se záznamy šíří většinou nelegálně v nízké kvalitě.
- 1975 – Radioactivity
- 1976 – Antenna
- 1977 – Trans-Europe Express – verze: německá/anglická
- 1978 – The Robots
- 1979 – Neonlights
- 1982 – Showroom Dummies
- 1983 – Tour de France – verze: německá/francouzská. Ve videu vystiupují členové Kraftwerk jedoucí na kolech.
- 1986 – Music Non Stop
- 1986 – The Telephone Call – verze: německá/anglická
- 1991 – The Robots (1991 version) – verze: německá/anglická
- 1993 – Sellafield 2 – video-shot vytvořený pro stanici MTV, který sloužil v kampani REACT organizovanou společností Greenpeace.
- 1997 – Luton Hoo – záznam pořízený na koncertu v Luton Hoo v Británii. Klip se kdysi objevil na oficiálních stránkách skupiny a rovněž byl propagačně vysílán televizními stanicemi.
- 1999 – Tour de France – jiný videoklip – sestřihy ze starých záznamů ze závodů Tour de France.
- 2000 – Expo (DJ Rolando Remix)
- 2003 – Tour de France 2003
- 2005 – Minimum Maximum – promo video